# Smålands runinskrifter 17
Smålands runinskrifter 17 är en vikingatida runsten av rödlätt medelkornig granit som varit rest i Kråketorp, Asa socken och Växjö kommun. Runstenen är känd från 1500-talet. Den äldsta bevarade skriftliga källan kring stenen härrör dock från 1800-talets första hälft. Inskriften blev då också avbildad av prosten Anders Hagelberg, vilket spelat stor roll i läsningen av inskriften då den senare blivit sönderslagen. Kvar av stenen efter sönderslagningen fanns åtta runstensfragment, varav ett har förkommit. De kvarvarande fragmenten förvaras i Asa kyrkas tornkammare.

## Inskriften
Translitterering av runraden:
§A ...n : let · 
§B -¶¶...ru... 
§C ...-u · 
§D þa¶¶s- · 
§E ...[(k) · (r)(e)(i)(s)]... 
§F s-... ... 
§G ...n : 
§H b[(r)]...¶¶þur · s... ... ¶ 
§B ...uþ ... 
§E ...[(l)u] ...
Normalisering till runsvenska:
§A ... let 
§B [gæ]rv[a(?) 
§C br]o 
§D þess[i 
§E o]k ræis[a](?) 
§F s[tæin](?) ... 
§G ... 
§H br[o]ður s[inn] ... 
§B [G]uð(?) ... 
§E [sa]lu(?) ...
Översättning till nusvenska:
... lät göra denna bro ock resa sten ... sin broder. ... Gud ... själ ...